# Louis Mahoney
Louis Mahoney (ur. 8 września 1938, zm. 28 czerwca 2020) – brytyjski aktor.

## Filmografia
- Plaga Żywych Trupów (The Plague Of The Zombies, 1966) jako kolorowy służący
- Prehistoric Women (1967) jako Head Boy
- Omen III: Ostatnie starcie (The Final Conflict, 1981) jako brat Paulo
- A Woman Called Golda (1982) jako dziennikarz
- The Old Men at the Zoo (1983)
- Kieszeń pełna żyta (A Pocket Full of Rye, 1985) jako dr French
- Runaway Bay (1990–1993) jako Jahman
- Faith (1994)
- Strzelając do psów (Shooting Dogs) (2005) jako Sibomana
- Kapitan Phillips (Captain Phillips) (2013) jako Ethan Stoll, członek załogi Maersk Alabama